# Kanonen (film)
 For alternative betydninger, se Kanonen. (Se også artikler, som begynder med Kanonen)
Kanonen er en film instrueret af Jørgen Vestergaard.

## Handling
En reportage fra foråret 2005 om flytningen af den 110 tons tunge kanon fra Tøjhusmuseet i København til Hanstholm.